# Saratoga, Wyoming
För andra betydelser, se Saratoga.
Saratoga är en småstad (town) i Carbon County i delstaten Wyoming i USA, med 1 690 invånare vid 2010 års folkräkning. Staden ligger vid North Platte River.

## Kultur och sevärdheter
I staden arrangeras Steinly Cup-mikrobryggeritävlingen varje år i augusti på Veterans Island. Staden har en offentlig simbassäng som är uppvärmd av en varm källa.

## Näringsliv och media
Saratoga hade tidigare skogsbruk som viktig näring, men antalet arbetsplatser i skogsindustrin har stadigt minskat i takt med moderniseringar och nedskärningar. Stadens två största arbetsgivare är United States Forest Service och det lokala skoldistriktet, båda offentliga arbetsgivare. 
Saratoga har en lokaltidning, The Saratoga Sun, grundad 1888. Den utkommer med ett nummer i veckan.

## Kända invånare
- Thomas E. Trowbridge (1930–2009), demokratisk politiker.
- Garrett Price (1895-1979), serietecknare och illustratör för The New Yorker, växte upp i Saratoga. Hans serie White Boy från 1930-talet utspelar sig i Saratoga.
- Annie Proulx (född 1935), Pulitzerprisvinnande författare till bland annat Sjöfartsnytt och Brokeback Mountain, flyttade till Saratoga 1994 och har skildrat Wyoming i många av sina verk.
- C. C. Beall (1892-1967), illustratör.